# Diqing Shangri-La Airport
Diqing Shangri-La Airport (kinesiska: 迪庆香格里拉机场, 廸慶香格里拉機場, Díqìng Xiānggélǐlā Jīchǎng) är en flygplats i Kina. Den ligger i provinsen Yunnan, i den sydvästra delen av landet, omkring 430 kilometer nordväst om provinshuvudstaden Kunming. Diqing Shangri-La Airport ligger 3 283 meter över havet.
Runt Diqing Shangri-La Airport är det glesbefolkat, med 14 invånare per kvadratkilometer. Närmaste större samhälle är Shangri-La, 4,6 km nordost om Diqing Shangri-La Airport. Trakten runt Diqing Shangri-La Airport består i huvudsak av gräsmarker.
Genomsnittlig årsnederbörd är 791 millimeter. Den regnigaste månaden är juli, med i genomsnitt 247 mm nederbörd, och den torraste är november, med 1 mm nederbörd.